# أندريا هال
أندريا هال (بالإنجليزية: Andrea Hull)‏ هي أكاديمية أسترالية، ولدت في 13 مارس 1949 في سيدني في أستراليا.